# March CG891
Chronologie des modèles (1989)
March 881 March CG911B
La March CG891 est la monoplace de Formule 1 engagée par l'écurie britannique March Engineering dans le cadre du championnat du monde de Formule 1 1989. Elle est pilotée par le Brésilien Mauricio Gugelmin, qui effectue sa deuxième saison dans la discipline, et l'Italien Ivan Capelli, présent dans l'écurie depuis 1987. La dénomination de la CG891 fait référence à Cesare Gariboldi, l'ancien directeur sportif de March et ami d'Ivan Capelli, mort dans un accident de la route au début de l'année 1989.

## Historique
La March CG891, dont la conception a pris du retard, est engagée à partir du Grand Prix de Monaco, la troisième manche du championnat. Évolution aérodynamique de la March 881, elle est équipée d'un moteur V8 Judd EV de 640 chevaux, soit 40 de plus que l'ancien bloc CV. La suspension arrière est composée de poussoirs alignés sur la transmission. Pour autant, la CG891 est difficile à mettre au point et se montre très peu fiable : en quatorze engagements, Ivan Capelli ne rallie l'arrivée qu'à deux reprises, contre cinq pour Mauricio Gugelmin.
La CG891 réalise sa meilleure performance en qualifications lors du Grand Prix du Mexique, où Ivan Capelli réalise le quatrième temps, à 1,4 seconde de la pole position établie par Ayrton Senna. L'Italien est plus rapide de trois secondes que son équipier, qui échoue à se qualifier en raison de graves problèmes de transmission. En course, Capelli abandonne dès le premier tour à la suite d'un problème de cardan,,.
En marge du Grand Prix suivant, disputé aux États-Unis, Leyton House, le commanditaire principal de March, annonce le rachat de l'écurie. Le directeur Ian Phillips et ses ingénieurs Adrian Newey et Tim Holloway, prennent la direction de la nouvelle entité qui doit s'engager en Formule 1 sous son nom propre à partir de 1990. En course, Gugelmin est disqualifié sur drapeau noir au vingt-cinquième tour car sa monoplace a reçu illégalement du liquide de frein,.
En France, Gugelmin, qualifié dixième, manque un freinage au premier tour et percute la Williams de Thierry Boutsen. Sa monoplace fait un vol plané, rebondit sur la Ferrari 640 de Nigel Mansell, puis sur celle de Gerhard Berger, et atterrit à l'envers dans les graviers. Indemne, le Brésilien prend part avec la voiture de réserve au second départ de la course, interrompu à cause de cet accident. Le Brésilien termine non classé de l'épreuve avec neuf tours de retard sur le vainqueur Alain Prost, tandis que Capelli abandonne au quarante-troisième tour à la suite de la casse de son moteur Judd. Néanmoins, Gugelmin réalise le meilleur tour en course, ce qui n'était plus arrivé depuis le Grand Prix d'Italie 1976 et la March 761 de Ronnie Peterson. C'est le septième et dernier de l'histoire de l'écurie March,,,. La suite de la saison est marquée par de nombreux abandons et des performances modestes, puisque la CG891 ne marque aucun point.
À l'issue du championnat, March Engineering termine douzième du championnat du monde des constructeurs avec quatre points, tous marqués avec la March 881 et Mauricio Gugelmin, qui se classe seizième du championnat des pilotes.

## Résultats en championnat du monde de Formule 1
| Saison | Écurie                         | Moteur     | Pneumatiques | Pilotes           | Courses | Courses | Courses | Courses | Courses | Courses | Courses | Courses | Courses | Courses | Courses | Courses | Courses | Courses | Courses | Courses | Points inscrits | Classement |
| Saison | Écurie                         | Moteur     | Pneumatiques | Pilotes           | 1       | 2       | 3       | 4       | 5       | 6       | 7       | 8       | 9       | 10      | 11      | 12      | 13      | 14      | 15      | 16      | Points inscrits | Classement |
| ------ | ------------------------------ | ---------- | ------------ | ----------------- | ------- | ------- | ------- | ------- | ------- | ------- | ------- | ------- | ------- | ------- | ------- | ------- | ------- | ------- | ------- | ------- | --------------- | ---------- |
| 1989   | Leyton House March Racing Team | Judd EV V8 | Goodyear     |                   | BRÉ     | SMR     | MON     | MEX     | USA     | CAN     | FRA     | GBR     | ALL     | HON     | BEL     | ITA     | POR     | ESP     | JAP     | AUS     | 4*              | 12e        |
| 1989   | Leyton House March Racing Team | Judd EV V8 | Goodyear     | Mauricio Gugelmin |         |         | Abd     | Nq      | Dsq     | Abd     | Nc.     | Abd     | Abd     | Abd     | 7e      | Abd     | 10e     | Abd     | 7e      | 7e      | 4*              | 12e        |
| 1989   | Leyton House March Racing Team | Judd EV V8 | Goodyear     | Ivan Capelli      |         |         | 11e     | Abd     | Abd     | Abd     | Abd     | Abd     | Abd     | Abd     | 12e     | Abd     | Abd     | Abd     | Abd     | Abd     | 4*              | 12e        |

Légende : ici 
- * 4 points marqués avec la March 881.